# Malvazinky (čtvrť)

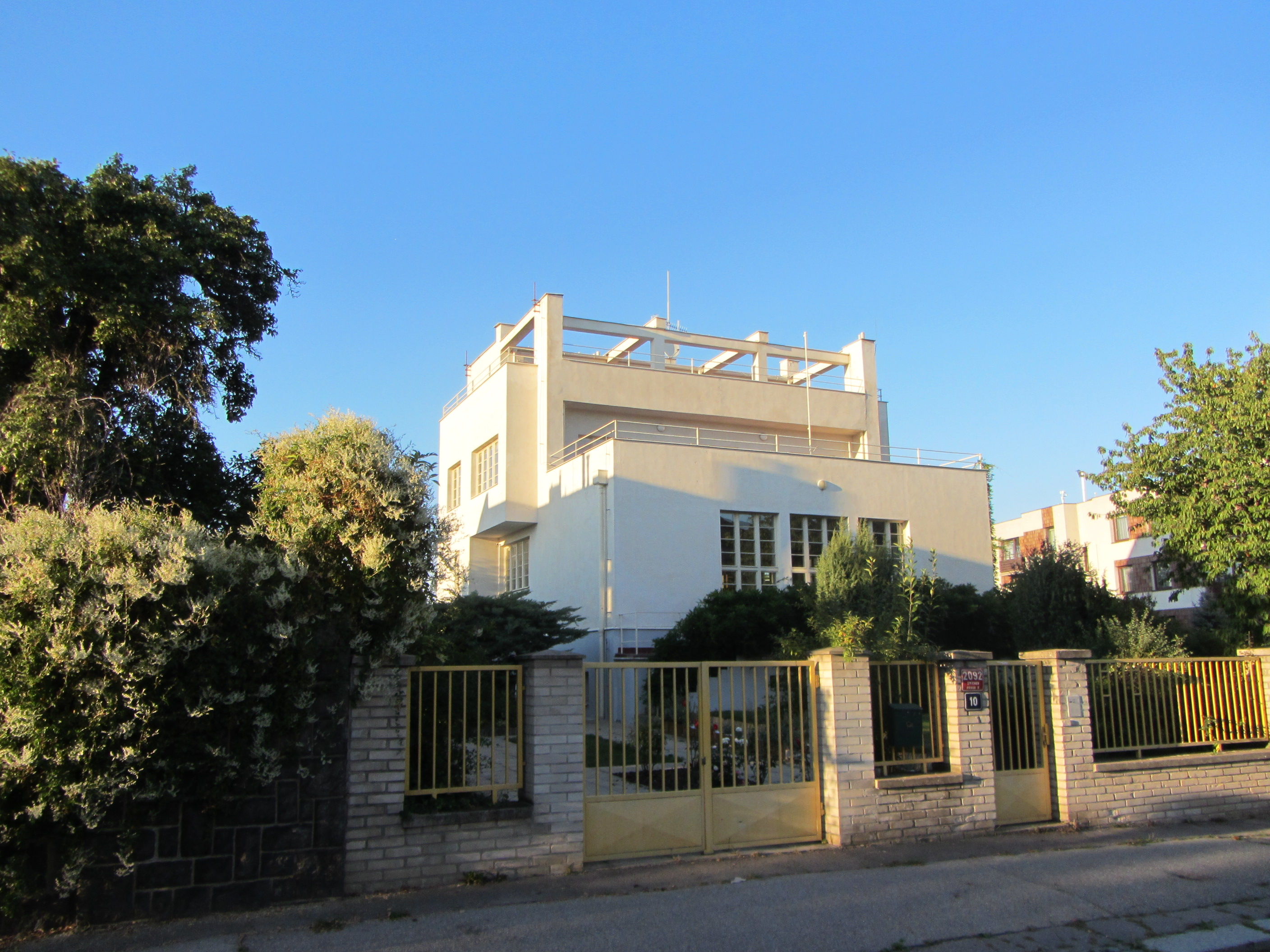
Winternitzova vila

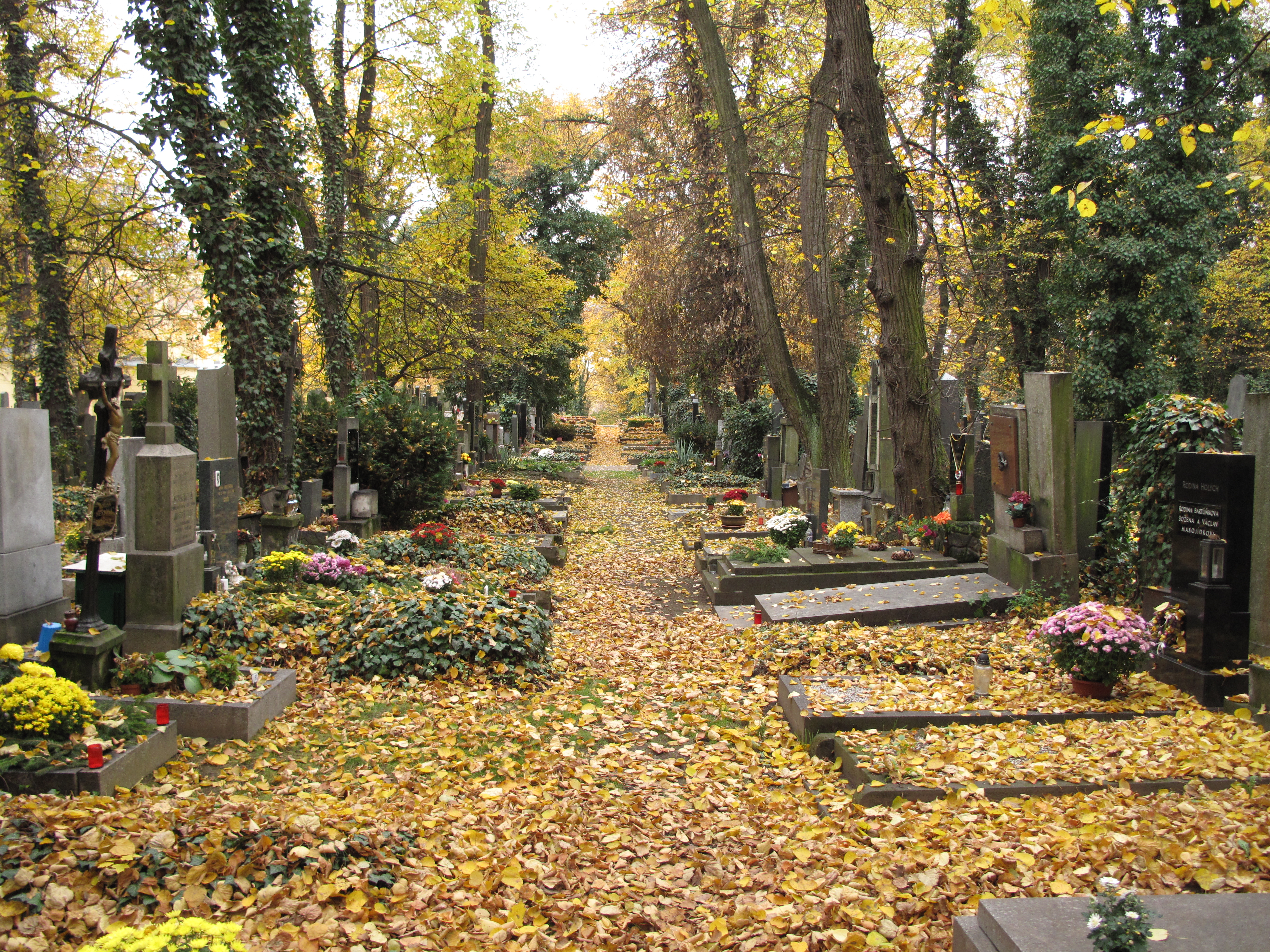
Hřbitov Malvazinky

Malvazinky jsou vilová oblast v Praze 5 na Smíchově, kde se nachází množství stylových vil z období první republiky, obklopených mnoha parky a zahradami. Čtvrť je pojmenována po malostranském měšťanovi Tomáši Malvazym. Byla založena roku 1628 jako barokní oblast s rozsáhlými vinicemi. V blízkosti se nacházejí i další slavné historické usedlosti – Blaženka, Bertramka, Březinka a Cihlářka. V pěší dostupnosti je též slavná Winternitzova vila.
V lokalitě se nachází park Paví vrch s výhledem na Prahu. V blízkosti se nacházejí i další parky – Santoška, Nikolajka či park Popelka.
Roku 1876 byl na Malvazinkách založen hřbitov, který je hned po Olšanském hřbitovu nejrozsáhlejším. Malvazinskému hřbitovu přiléhá takzvaný Nový židovský hřbitov na Smíchově. Vilová oblast se také pyšní rehabilitační klinikou.

## Hřbitov

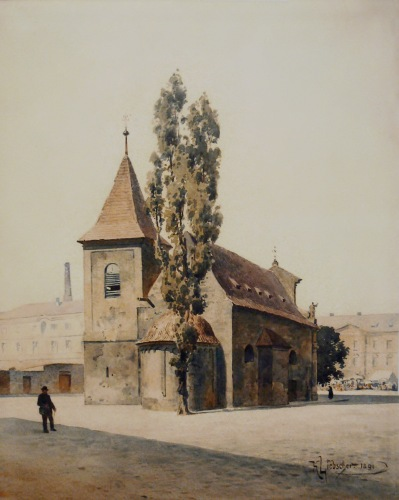
Kostel svatých Filipa a Jakuba na tehdejším Jakubském náměstí, malba od Karla Liebschera z roku 1891

Na hřbitově se nachází 8420 hrobů a dalších 680 urnových hrobů. Vedle toho je v areálu hřbitova ještě 12 kaplových hrobek. K rozptylu slouží dvě rozptylové louky.

### Pohřbené osobnosti
- prezident Antonín Novotný
- spisovatelé Jakub Arbes, Ondřej Sekora, Ladislav Klíma, Egon Bondy, Hermann Ungar či Jiří Karásek ze Lvovic
- divadelní režisér Petr Lébl
- herci Ferenc Futurista, Eman Fiala, Eduard Cupák
- lékaři Jan Janský, Karel Chodounský
- fotbalista František Veselý
- kněz, první smíchovský arciděkan Msgre. Jan Křtitel Pauly
- biskup Kajetán Matoušek
- zpěváci Karel Gott, Dan Nekonečný
- zpěvačka Eva Pilarová
- hudebník ze skupiny The Plastic People of the Universe Milan „Mejla“ Hlavsa
- herečky Milada Gampeová, Antonie Nedošinská
- hudební skladatel Karel Weis
- historik a vysokoškolský pedagog Josef Matoušek

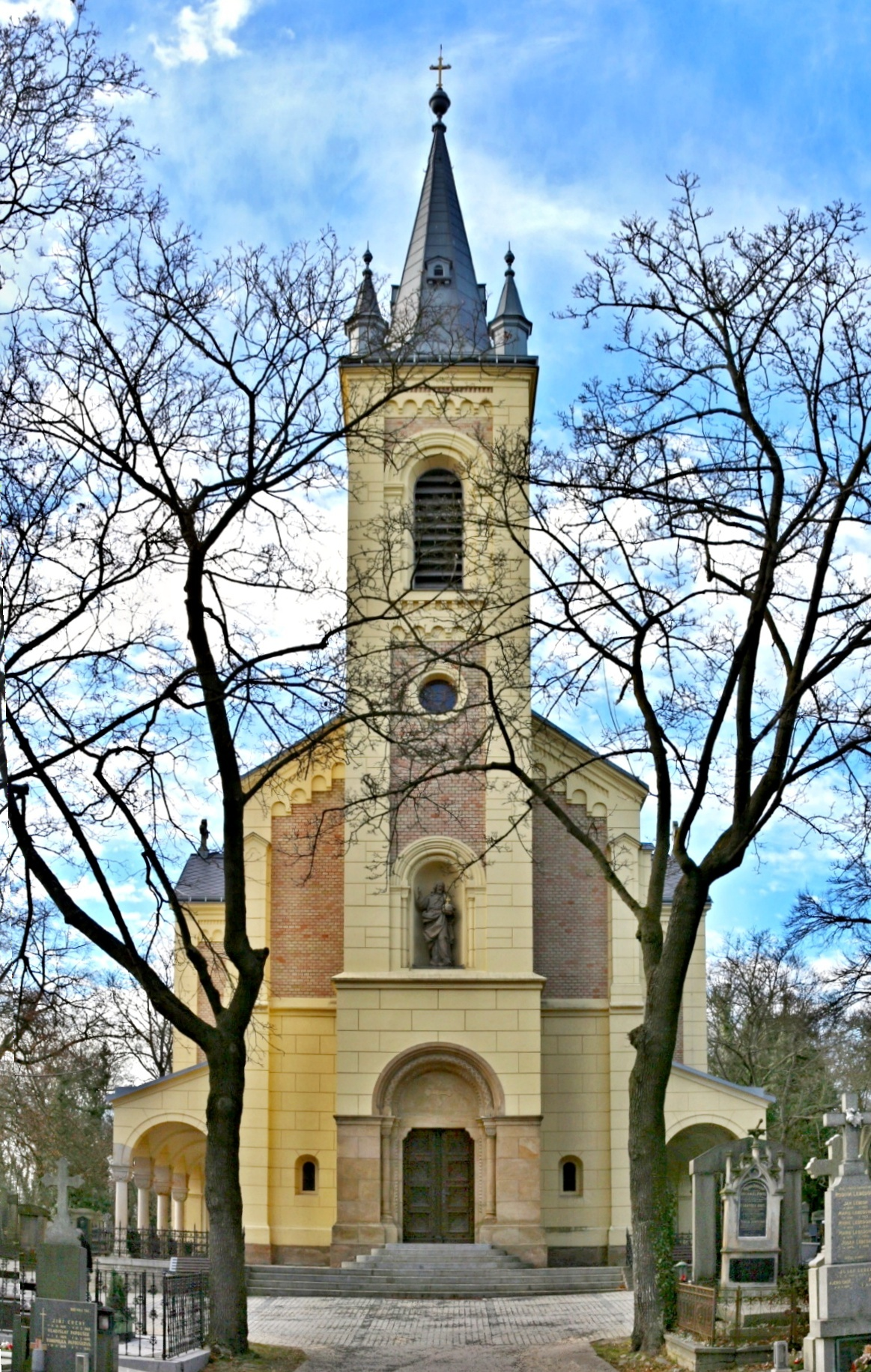
Nový kostel svatých Filipa a Jakuba na hřbitově Malvazinky

- malíř Vojtěch Kubašta
- sochař Čeněk Vosmík
- podnikatel Josef Walter

Hřbitov i s kostelem je od roku 1958 zapsán v seznamu kulturních památek. 

## Kliniky
Klinika na Malvazinkách poskytuje služby v oblastech jednodenní chirurgie, dlouhodobé intenzivní péče a ambulantní péče v oborech ortopedie, rehabilitace a neurologie. Je zaměřena na implantace totálních endoprotéz kyčelního a kolenního kloubu. V roce 2013 zde byl dostavěn nový pavilon.
Mimo to zde působí ještě Ambulantní klinika Zámeček.